# Danimarca ai Giochi della I Olimpiade
La Danimarca partecipò ai Giochi della I Olimpiade che si sono svolti dal 6 al 15 aprile 1896 ad Atene. Vinse una medaglia d'oro nel sollevamento pesi con due mani con Viggo Jensen, conquistando anche due medaglie d'argento e tre terzi posti, per un totale di sei medaglie.

## Medaglie
| Medaglie | Atleta         | Sport             | Specialità                 |
| -------- | -------------- | ----------------- | -------------------------- |
| Oro      | Viggo Jensen   | Sollevamento pesi | Sollevamento pesi due mani |
| Argento  | Viggo Jensen   | Sollevamento pesi | Sollevamento con una mano  |
| Argento  | Holger Nielsen | Tiro a segno      | Pistola libera             |
| Bronzo   | Viggo Jensen   | Tiro a segno      | Carabina libera            |
| Bronzo   | Holger Nielsen | Tiro a segno      | Rivoltella libera          |
| Bronzo   | Holger Nielsen | Scherma           | Sciabola                   |

## Risultati

### Atletica leggera

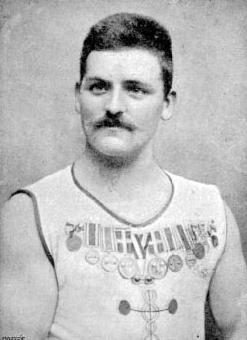
Viggo Jensen

| Atleta         | Evento           | Finale      | Finale      |
| Atleta         | Evento           | Punteggio   | Classifica  |
| -------------- | ---------------- | ----------- | ----------- |
| Eugen Schmidt  | 100 metri piani  | Sconosciuto | ---         |
| Viggo Jensen   | Getto del peso   | Sconosciuto | 4°          |
| Holger Nielsen | Lancio del disco | Sconosciuto | Sconosciuto |
| Viggo Jensen   | Lancio del disco | Sconosciuto | Sconosciuto |

### Ginnastica
| Atleta       | Evento | Finale      | Finale     |
| Atleta       | Evento | Punteggio   | Classifica |
| ------------ | ------ | ----------- | ---------- |
| Viggo Jensen | Fune   | Sconosciuto | 4°         |

### Scherma
| Atleta         | Evento            | Finale    | Finale     |
| Atleta         | Evento            | Punteggio | Classifica |
| -------------- | ----------------- | --------- | ---------- |
| Holger Nielsen | Sciabola maschile | 10-9      |            |

### Sollevamento pesi
| Atleta       | Evento                    | Finale    | Finale     |
| Atleta       | Evento                    | Punteggio | Classifica |
| ------------ | ------------------------- | --------- | ---------- |
| Viggo Jensen | Sollevamento con due mani | 111,5 kg  |            |
| Viggo Jensen | Sollevamento con una mano | 57,0 kg   |            |

### Tiro a segno
| Atleta         | Evento              | Finale      | Finale     |
| Atleta         | Evento              | Punteggio   | Classifica |
| -------------- | ------------------- | ----------- | ---------- |
| Holger Nielsen | Rivoltella libera   | Sconosciuto |            |
| Holger Nielsen | Rivoltella militare | Sconosciuto | 5°         |
| Holger Nielsen | Pistola libera      | 285         |            |
| Holger Nielsen | Rivoltella militare | 285         | 5°         |
| Viggo Jensen   | Carabina libera     | 1.305       |            |
| Viggo Jensen   | Carabina militare   | 1.640       | 6°         |
| Eugen Schmidt  | Carabina militare   | 845         | 12°        |
| Holger Nielsen | Carabina militare   |             | ritirato   |